# Кінокава
Кінокава (яп. 紀の川, 紀ノ川, きのかわ) — річка в Японії, що протікає територією префектур Нара і Вакаяма. Довжина — 136 км.
В межах префектури Нара верхню течію річки називають річкою Йосіно (吉野川).